# Круглаје
Круглаје (блр. Круглае; рус. Круглое) је насељено место са административним статусом варошице (городской посёлок) у источном делу Републике Белорусије. Административно припада Кругљанском рејону (чији је уједно и административни центар) Могиљовске области.
Према процени из 2010. у насељу је живело око 7.500 становника.

## Географија
Насеље је смештено на око 78 км северозападно од административног центра рејона града Могиљова.

## Историја
Насеље се први пут помиње током XVI века као мало село у Оршанском повјату Литванске Кнежевине. Године 1772. постаје саставни део Руске Империје и у то време насеље је имало 462 становника и 41 домаћинство. Током Наполеонове инвазије на Русију 1812. у насељу се налазио главни штаб руске војске коју је предводио генерал Михаил Кутузов.
Почетком прошлог века Круглаје је имало око 1.600 становника и 2 школе. Село Круглаје 1935. постаје центар, а у саставу Могиљовске области је од 1938. године.
Насеље је готово до темеља разорено током немачке окупације у Другом светском рату и у том периоду страдало је око 3 хиљаде становника.
Насеље има административни статус варошице од 1967. године.

## Демографија
Према подацима статистичког завода Белорусије, у 2010. у насељу је живело 7.500 становника.